# 上議院

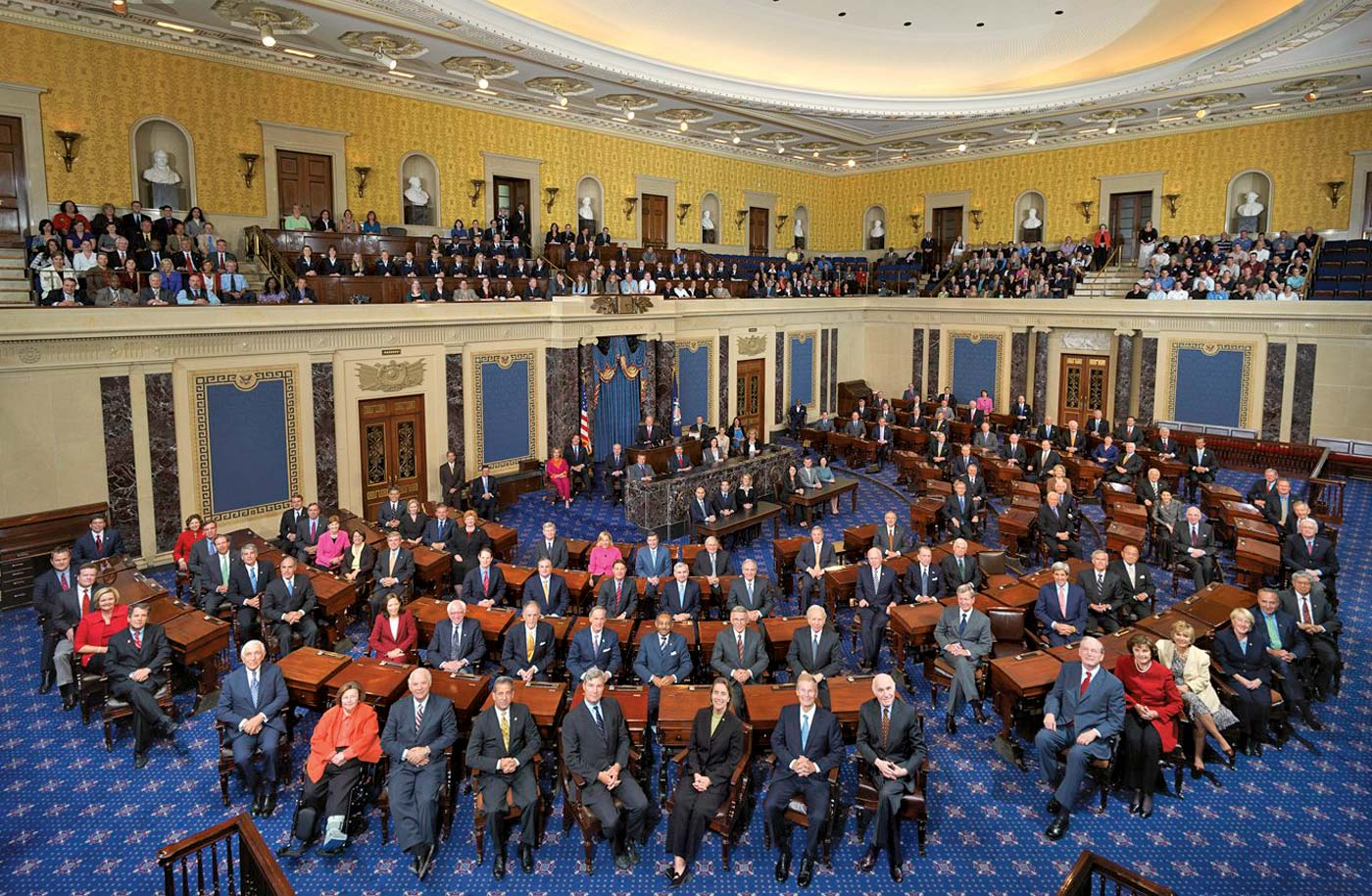
美國參議院

上議院或参议院，是兩院制國家或自治区等行政區的國會議院之一。一般來說，上议院的议席分配有别于下议院，不是按照人口比例分配。在联邦制的国家（例如美國、德國、加拿大、澳大利亞等），参议院的议席會按联邦的组成部分（如州、邦等）分配，不論人口多寡。在这些国家参议院也被称为“诸州院”（英語：The States' House）。
在較古老的君主制下的議會（例如英國），参议院的議員由政府終身任命或由世襲貴族推選。
上議院或参议院的名稱在各國都有不同：美國、加拿大、澳大利亞、法国和拉美各国的參議院名称（英語：Senate）和长者词根相同，来自于羅馬元老院 (拉丁語：Senatus)。英國的参议院則叫做“貴族院”（英語：House of Lords）。虽然马来西亚的参议院时常被称为上议院，但马来语原文为参议院（英語：Senate of Malaysia）。荷蘭所稱“第一院”（荷蘭語：Eerste Kamer），德国参议院则是“聯邦參議院”（德語：Bundesrat），印度参议院也是類似的“聯邦院”。一些前殖民地则有“立法局”（英語：Legislative Council）等稱呼。

## 簡介
在議會制度實行較久的歐洲國家，其参议院（或上議院）的歷史一般較長，源于最早的輔助君主的議政會議，成員是王公大臣及貴族，而後來出於平民階層的政治訴求，才出現衆議院（或下議院），眾議院並成爲權力較大的議院。在近代，同樣的發展軌跡在一些前殖民地再次出現。舉例來説，多數英國殖民地在施行責任政府之初，都只有一個立法機構，經常稱爲“立法局”（英語：Legislative Council），其成員由總督任命或小範圍内選舉，在發展到自治階段時再添加較具廣泛代表性的“立法院”（英語：Legislative Assembly），才成爲兩院制議會。
有些國家（特別是總統制國家）由於議會的行政權力總體有限，因此仍舊保持上議院權力較大的情況：例如美國參議院所負責之法案與責任較美國眾議院為重。參議院在美國擁有人事任命的權力和通過財政預算，並享有封殺議案的權力，且美國副總統兼任參議院議長，象徵由政府對議會職權進行一定程度的介入。
由於過去上议院被認爲代表君主、王室、貴族或保守勢力，或選舉機制較不民主，且可能會造成較勁國會的現象（此現象特點就是會造成上下兩院可能互相否決法案等問題，兩院制的議會大部分都有發生過只不過副作用輕重不同），因此各國左派政黨曾廣泛把廢除上议院作爲政策。這類主張造成了今天有相當數量的前兩院制國家廢除了上議院，改爲一院制，或把上議院權力虛級化（或接近虛級化），或改變選制，使其不能夠否決（或者能確保部分）下議院通過的法案。
也有可能上下議院是處理不同議案，例如《西班牙憲法》155條使用與否，由參議院決定。

## 特點
上议院通常具备如下特点：
- 表面地位較高，因此是“上議院”。
- 歷史上和傳統上擁有更大政治影響力，代表貴族和傳統精英。
- 上议院议员經常由等額直接選舉以外的方式产生，以代表直接民主之外的價值原則。各國使用產生方式包括：
  - 選舉
    - 直接選舉，選法和下院近乎相同，如義大利，舊制度分配以大區為單位，新制度分配以全國為單位。（上下院職責近乎相同）
    - 以人口比例大致相等的地區為選區的直選，如日本、義大利。（但席次較少）
    - 以人口比例不等的地區為選區的直選，如美國（2/州）、西班牙（4/省）
    - 间接选举，如法國、印度

  - 任命
    - 由總理提名經國家元首任命，如加拿大、馬來西亞
    - 地方任命，如德國（全部）、西班牙（58席）（議席以地方選舉結果決定）

  - 世袭和委任，如英國
- 任职时间偏长，作爲時間上的權力制衡機制。但也可能因為虛級化而幾乎沒有用途。參選年齡也偏高。
- 不同於選舉下議院的投票制度（例如，澳大利亞及其州的上議院通常按比例代表制選舉，而下議院則不是。）
- 成員可以按部分選舉，交錯使用，而不是一次選舉。（美國每兩年只改選約三分一；日本和澳大利亞每三年改選一半）
- 人口較少的州、省或行政區劃可能在上議院中比在下議院中更好地代表；並不總是與人口成比例。亦可能按照法律規定來分配。
- 在一些國家推選方式比下議院更偏重政治多樣化，通過比例選舉或政府委派、君主任命等方法增加小黨或無黨派人士的比例。
- 在一些國家，上院根本不能解散，或者只能在比下院更有限的情況下解散。（例如：義大利的參議院任期與眾議院相同，一同解散；澳大利亞則是特殊情況下可以雙重解散，即連同眾議院全部改選）
- 由於推選方法不見得完全民主，較不能代表多數人民的意志，因此政治权力小于下议院，例如議會制國家的内閣、政府首腦（首相、總理等）人選一般由下議院決定，此外立法、否決權可能受限制。
- 委任產生以平衡民選的下議院。
- 席位少于下议院（除了英國），這樣既反映對民主原則的尊重，也在形式上讓下议院的權利較大，而且在有兩院合議制度的國家，可以確保比較民主產生的下议院在合議表決時保持多數。

## 實行國家
- ：澳大利亚参议院
- 英国：英國上議院
- 法國：参议院 (法国)
- 德国：德国联邦参议院
- 加拿大：加拿大上議院
- 俄羅斯：聯邦委員會 (俄羅斯)
- 马来西亚：馬來西亞上議院
- 日本：參議院 (日本)，前身為貴族院 (日本)
- 美国：美国参议院
- 墨西哥：共和国参议院 (墨西哥)
- 阿根廷：阿根廷国家参议院
- 海地：海地參議院
- 柬埔寨：柬埔寨参议院

下列國家中上議院正式名稱不為參議院或上議院：
- 印度：联邦院 (印度)

## 已撤销國家
许多原有上議院的國家如今已取消了上议院，改行一院制，如丹麦、瑞典、克罗地亚、秘鲁、委内瑞拉、新西兰、毛里塔尼亚、中华民国等。
中华民国建國初期，曾设有参议院，与众议院共同组成中华民国国会。1928年（民國17年）為恢復法統，中華民國國民政府於南京成立「立法院」。1948年（民國37年）因應憲政實施，國民政府改組為「中華民國政府」，立法院亦脫離政府行政部門，獨立升格為正式議會。2005年（民國94年），中華民國政府修正《憲法增修條文》，宣布凍結國民大會，立法院合併國民大會部分職權，並以中華民國公認唯一國會之地位運作至今。當地人民亦常以「國會」稱呼立法院，並以「國會議員」稱呼院內之立法委員。

## 類似制度
中国人民政治协商会议雖然不是中华人民共和国立法機構的一部分，但在推選機制、人選、議政功能等方面都和一些國家的上議院類似。